# Hidrocoralinos
Hidrocoralinos (nome científico: Hydrocorallina) são uma ordem de hidrozoários que inclui indivíduos típicos de recifes de mares quentes.